# Otovec
Otovec este o localitate din comuna Črnomelj, Slovenia, cu o populație de 50 de locuitori.